# Sidney Keyes
Sidney Arthur Kilworth Keyes (* 27. Mai 1922 in Dartford, Kent; † 29. April 1943 in Tunesien) war ein britischer Dichter, dem 1943 posthum der Hawthornden-Preis verliehen wurde.

## Leben
Keyes besuchte zunächst die Tonbridge School und bewies bereits durch eine 1938 verfasste und seinem Großvater gewidmete Elegie dichterisches Talent. Nach Beendigung des Schulbesuchs begann er 1940 mit einem Stipendium ein Studium der Geschichte am Queen’s College der University of Oxford und gab dort den Gedichtband Cherwell sowie zusammen mit Michael Meyer die Gedichtsammlung Eight Oxford Poets (1941) heraus, zu der er neben Keith Douglas und John Heath-Stubbs auch die meisten Gedichte wie „Remember Your Lovers“ beitrug. Seine erste eigene Gedichtsammlung The Iron Laurel wurde 1942 veröffentlicht. Kurz darauf trat er seinen Militärdienst bei der British Army an und kam bei einer Patrouillenfahrt als Lieutenant während des Afrikafeldzuges in Tunesien ums Leben.
1943 wurde er posthum für The Iron Laurel und die nach seinem Tode veröffentlichte Gedichtsammlung The Cruel Solstice (1943) mit dem Hawthornden-Preis ausgezeichnet.
Sein nahezu aufsaugendes Interesse an Mythen und Legenden spiegelt sich in vielen seiner Gedichte wider, wobei ihn auch Dichter wie William Butler Yeats, William Wordsworth, Rainer Maria Rilke, John Clare, Thomas Hardy, Alfred Edward Housman und Edward Thomas beeinflussten und inspirierten. In den längeren Gedichten „The Foreign Gate“, einem zwischen Februar und März 1942 verfassten Gedicht mit 400 Zeilen, und „The Wilderness“ strebte er nach einer Dichtung, die eine umfassende metaphysische Philosophie einschloss. Seine beste Arbeit hält, wenngleich weniger ehrgeizig, seine mythischen Intuitionen im Gleichgewicht mit scharf beobachteten Zeichnungen englischer Landschaften.
Im Jahr 1945 erschien Collected Poems, eine Sammlung seiner Gedichte mit einem Vorwort seines Studienfreundes Michael Meyer, der auch die frühen Werke von Keyes 1948 unter dem Titel Minos of Crete: Plays and Stories herausgab.

## Hintergrundliteratur
- Maria Dose: Dichtung als Reflexion über Dichtung : Interpretationen zur Lyrik Sidney Keyes’, Dissertation, Universität Hamburg, 1964
- John Guenther: Sidney Keyes: A Biographical Enquiry, 1967
- Peter Höschele: The Poetry of Sidney Keyes : Kritische Ausgabe und Kommentar, Dissertation, Eberhard Karls Universität Tübingen, 1968